# 바이오테러리즘

국제적으로 통용되는 생물학적 위험 표지

바이오테러리즘(영어: bioterrorism) 또는 생물테러리즘, 생물공포주의는 세균, 바이러스, 독 등 생물학적 작용제를 고의적으로 살포하거나 보급해서 일으키는 테러이다. 자연적으로 발생할 수도 있지만, 인위적으로 발생하기도 한다. 전쟁에서 이용되는 생화학 무기와도 관련이 있다.

## 특징
생물학적 작용제(세균 등의)는 다른 무기들에 비해 상대적으로 얻거나 생산하기 쉽고 가격도 저렴하다. 또한, 실제 주는 피해보다 더 큰 공포심을 유발시킬 수 있어 좋은 무기가 될 수 있다. 그러나 적군에게만 피해를 입히고 아군에게는 피해를 주지 않는 생화학 무기를 만들어내는 것은 어렵다는 단점도 있다. 생화학 무기는 특히 집단 공포심을 유발시키고, 사회에 혼란을 야기할 수 있기 때문에 테러리스트들에게 유용한 무기가 된다. 그래서 빌 조이를 비롯한 공학자들은 유전공학이 미래의 바이오 테러리스트의 손에 들어갈 경우의 위험성에 대해 경고한다.
인간에게는 피해를 주지 않지만 경제에는 피해를 줄 수 있는 생물학적 작용제도 논의되고 있다. 예를 들어 구제역 바이러스를 생화학 무기로 이용할 경우, 인간에게는 감염이 되지 않지만, 상당한 경제적 피해를 유발시키고 공공의 문제가 될 수 있다.

## 같이 보기
- 도쿄 지하철 사린 사건
- 탄저균